# Arapaima gigas

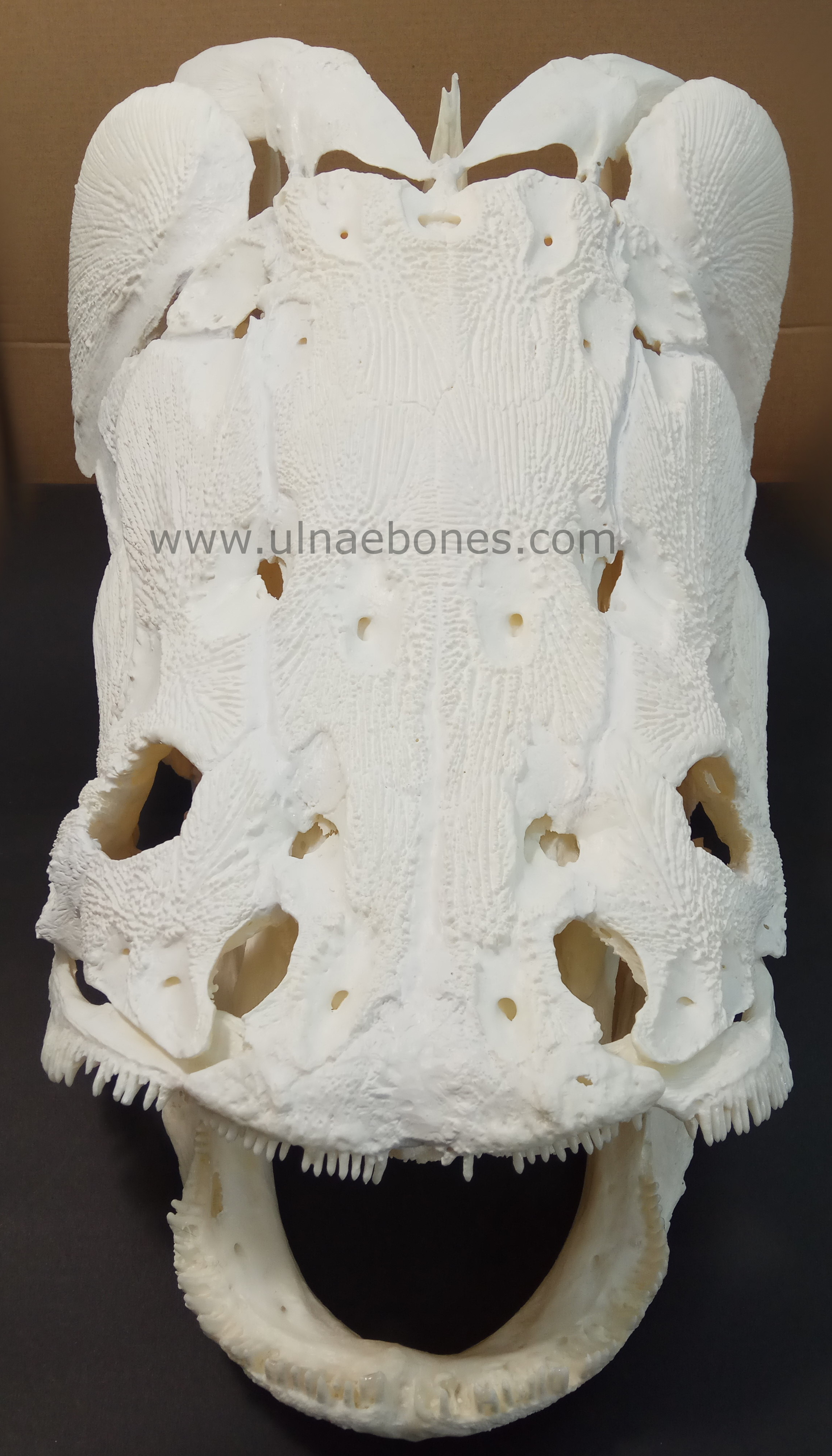
detalle del cráneo de arapaima gigas. [https://ulnaebones.com/turbot/ Link

El paiche, pirarucú, piraurucú o arapaima (Arapaima gigas) es una especie de pez osteoglosiforme de la familia Arapaimidae. Usualmente, habita ríos densos deficientes de oxígeno a través de la cuenca del Amazonas, por lo que ha adquirido la capacidad de respirar fuera del agua, lo que le permite sobrevivir en zonas de escasa vegetación. Además, es uno de los peces de agua dulce más grandes del mundo, llegando a pesar hasta 200 kilogramos y midiendo aproximadamente más de tres metros de largo.
Es un pez alargado con aletas pectorales relativamente pequeñas a los lados, cerca de la cabeza. Su cabeza cónica es de color verde cobrizo, su boca está orientada hacia arriba y un cuerpo escamoso y aerodinámico. La coloración es gris verdosa con irisaciones doradas en la parte delantera que se extienden hacia atrás con motas anaranjadas a lo largo del resto del cuerpo; algunas aletas a veces ribeteadas de rojo; vientre blanco. Lengua ósea. Grandes escamas cubren todo el cuerpo excepto la cabeza, que está ornamentada en la superficie.  Su aleta dorsal se extiende a lo largo de su espalda, y esta y la aleta anal se encuentran al mismo nivel cerca de la aleta caudal, que es redondeada y presenta un color rojo intenso. En Brasil, se le conoce como pirarucu, un nombre que proviene del idioma tupi y que significa "pez rojo."
Los arapaimas deben respirar aire, lo que limita su tiempo bajo el agua a entre 10 y 20 minutos. Se ha adaptado perfectamente a un hábitat con una pobre concentración de oxígeno, en especial durante la época seca. Como el oxígeno que llega por las branquias es insuficiente, debe respirar aire atmosférico y emergen a menudo para respirar, con un característico sonido de tos. Suelen permanecer cerca de la superficie antes de salir a respirar, utilizando una vejiga natatoria modificada que se abre en su boca y funciona como un pulmón de los mamíferos. El sonido distintivo que producen al respirar se asemeja a una tos y es posible escucharlo a distancia.

## Etimología
El término piraurucú deriva del tupí-guaraní "pira" (pez), y "uruku" (urucú, planta cuyas semillas eran utilizadas para la fabricación de tintura roja o almagre); posiblemente por la coloración roja de sus escamas.

## Descripción

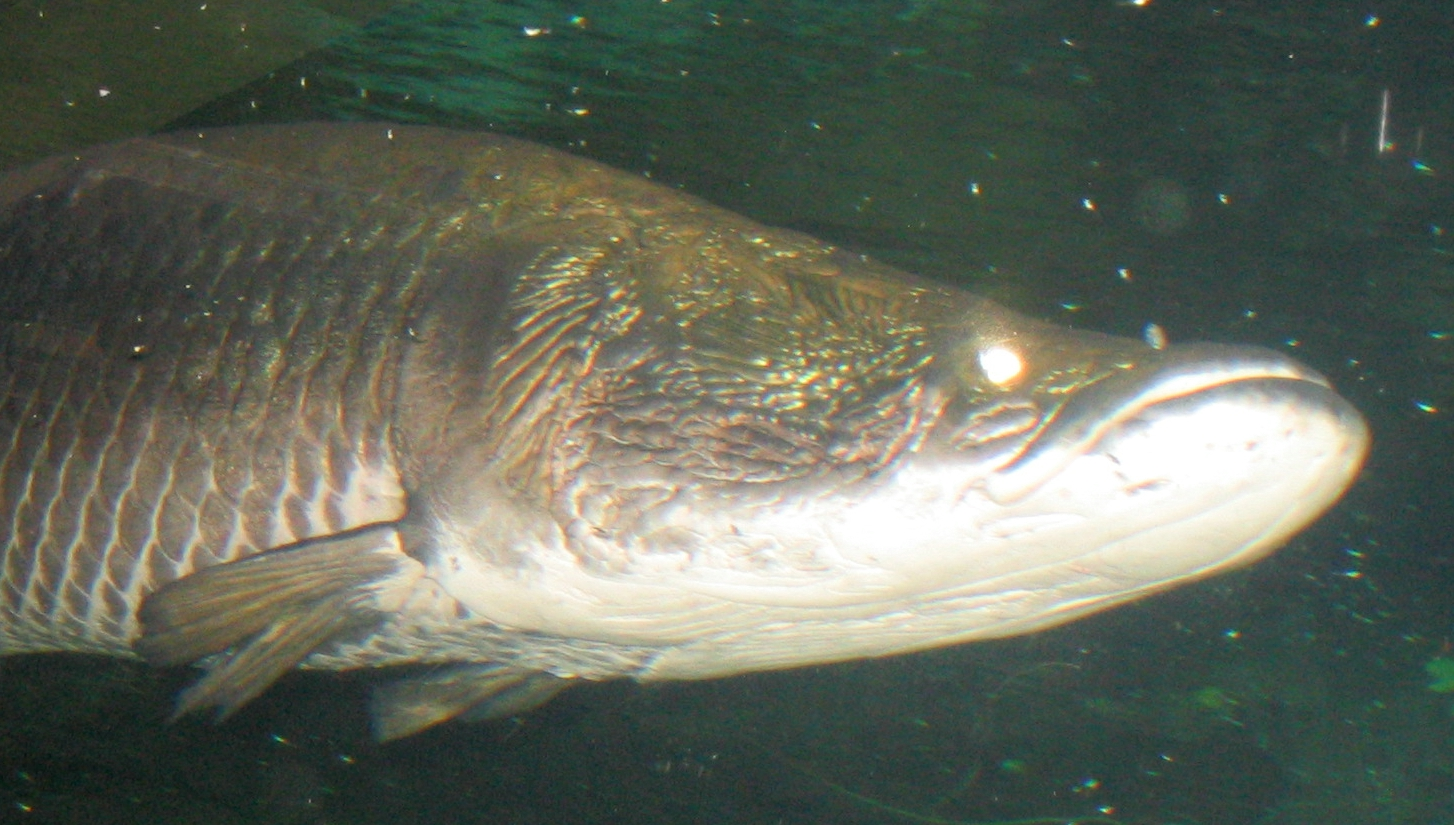
Pirarucú (Arapaima gigas).

Crece hasta superar los 3m de largo y pesar hasta 250 kg.
Presenta cuerpo delgado, el margen ventrolateral de la cabeza relativamente redondeada, hasta 18 rayos en la aleta caudal y dientes en dentario de 2 a 2,5 filas irregulares.
En cierta época del año vive en aguas poco oxigenadas, por lo que el oxígeno que absorbe por sus branquias es insuficiente, así que debe respirar aire atmosférico (o “boquear”). Generalmente lo hace en períodos de 15 minutos, pero puede aguantar hasta 40 minutos si se encuentra en peligro o está en plena persecución. A diferencia de la mayoría de los peces con los que convive en su hábitat, su vejiga natatoria está muy desarrollada y es muy grande y vascularizada, por lo que tiene una función similar a un pulmón humano.[cita requerida] Esto lo hacen otras especies del Amazonas, como la anguila eléctrica.

## Hábitat y hábitos
Vive en la cuenca del río Amazonas, en el Perú, Ecuador, Brasil, Colombia, Venezuela, Guyana, Surinam y Guayana Francesa, y también se puede encontrar en el río Madre de Dios (Perú). Desde Perú llegó a Bolivia en los años 1970 y se encuentra en los ríos Beni, Mamoré e Iténez. En Bolivia es considerada como especie invasora, con múltiples impactos ecológicos y socioeconómicos. Recientemente ha sido introducido para su pesca en Tailandia y Malasia. También es considerado pez de acuario, aunque requiere de un estanque y suministros muy grandes. Su hábitat se inunda casi la mitad de cada año por las lluvias y el deshielo en los Andes, por lo que una parte del año nada entre los árboles, y cuando baja mucho el nivel del agua (en algunas zonas altas de la planicie amazónica) se entierra en el lodo con la cabeza fuera (probablemente de ahí su forma de respiración).
Su dieta consiste en otros peces y hasta de pequeños animales terrestres, incluyendo aves, que captura cuando caen al agua, o incluso dando saltos fuera de la misma. Para capturar a sus presas crea un vacío abriendo la boca, arrastrando a los pequeños peces que hay cerca.

## Antigüedad
Se han hallado fósiles de arapaima (o especies muy similares) en Colombia, en la Formación Villavieja, que datan del Mioceno (entre hace 23 y 5 millones de años).

## Ciclo de vida
Debido a la extensión geográfica del Arapaima, su ciclo vital se ve muy afectado por las inundaciones estacionales. El Arapaima pone sus huevos durante los meses de febrero, marzo y abril, cuando el nivel del agua está bajo o empieza a subir. Construyen un nido de unos 50 cm de ancho y 15 cm de profundidad, normalmente en zonas arenosas. Los huevos eclosionan unas 24 horas después de la fecundación y los alevines tienen la temporada de crecida para desarrollarse, de mayo a agosto. El desove anual es, por tanto, estacional, pero una misma hembra puede reproducirse varias veces durante la temporada. El macho Arapaima, a diferencia de su pariente, Osteoglossum spp., no es incubador bucal, las crías podrían refugiarse en la boca del padre en caso de peligro grave durante los primeros días de su vida, después de lo cual permanecen en un grupo compacto bajo la vigilancia constante de los dos padres que nadan por debajo de ellas en todo momento. Esta estrecha vigilancia parece ser la principal tarea del macho durante más de un mes. La hembra Arapaima también ayuda a proteger la nube de alevines intimidando a los depredadores.
Su reproducción se ha adaptado a las grandes fluctuaciones de su entorno, pues pone sus huevos entre febrero y abril, cuando el nivel del agua es bajo, y para ello construye un nido de unos 50 cm de ancho y 15 cm de profundo, usualmente en áreas arenosas. En la época de inundación (cuando sube el nivel del agua), durante los meses de mayo a agosto, los huevos eclosionan, por lo que tienen más agua para prosperar.
Ambos padres cuidan de su prole cuando esta nace y los acompañan y llevan a sitios de alimentación. Las crías se alimentan de pequeños invertebrados y de plancton, colocándose en formación, de tal manera que todos forman una especie de pared, colocándose todos uno al lado del otro o arriba o abajo de otro, mirando y nadando en la misma dirección. Las crías de pirarucú solo pueden respirar aire cuando alcanzan cierta edad.

## Importancia económica

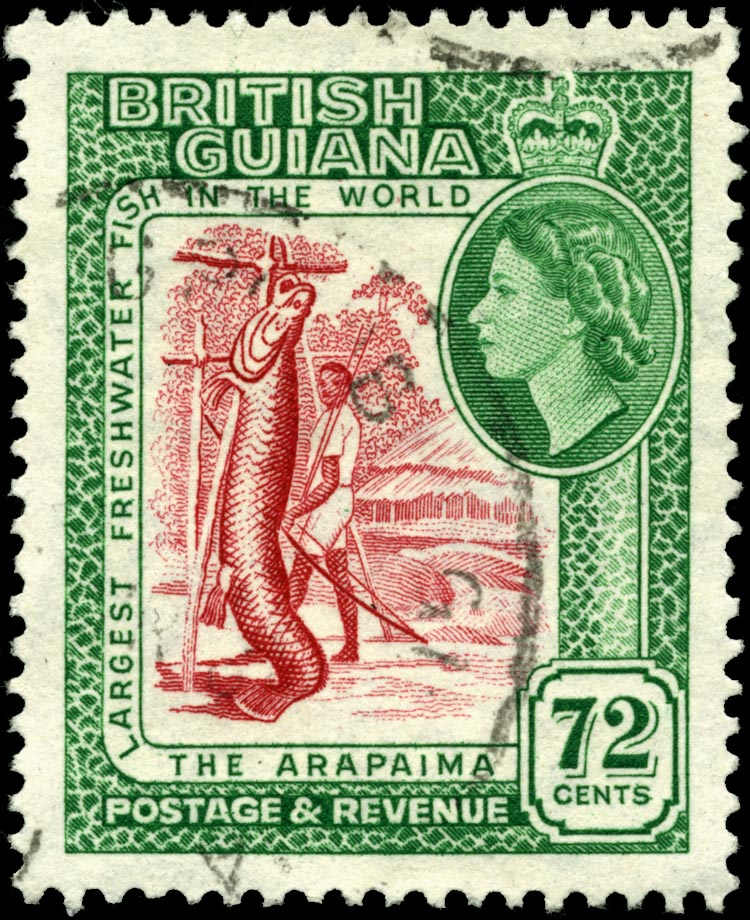
Estampilla de la Guayana británica con un pirarucú.

Su lengua ósea tiene uso medicinal en Sudamérica: se utiliza desecada y combinada con corteza de guaraná rallada, puestas en agua. Se administran dosis de este remedio para matar parásitos intestinales. Por ser ósea, además es utilizada para raspar madera y fabricar utensilios, y sus escamas sirven de lima para las uñas.
En la Amazonía comen su carne, y se dice que es deliciosa.[cita requerida] Dado que sale a respirar, usualmente era golpeado y luego arponeado. Un adulto puede rendir hasta 60 kg de carne.
En Bolivia, la introducción de la especie generó impactos negativos sobre la ictiofauna nativa y, como consecuencia, sobre la pesca de subsistencia realizada por comunidades locales. Sin embargo, en este mismo país también genera beneficios económicos para pescadores que se dedican a la pesca comercial, y para comerciantes mayoristas y minoristas. Junto con diferentes organizaciones científicas, el gobierno boliviano está examinando las consecuencias de la invasión del paiche en el país.

## Usos

### En la cocina regional
También conocido como bacalao del Amazonas, el pirarucú se sirve como componente principal en varios platos típicos de Amazonas y Pará. Uno de estos platos es el «Pirarucu à casaca», que suele servirse en las fiestas de junio.
Un arapaima de tamaño medio rinde más de 50 kg de carne. El modo que los indígenas tenían de conservar el pescado era secándolo, mientras que los colonos portugueses lo conservaban en salazón, y de ahí esa denominación de "bacalao del Amazonas".

### Otros usos
Su lengua ósea, una vez secada, se emplea como rallador, imprescindible para preparar la bebida de guaraná, muy eficaz contra la disentería. Las escamas se empleaban como lima de uñas y para la confección de productos artesanales de decoración, como bisutería. Recientemente, se han realizado varios estudios de biotecnología para buscar usos alternativos. Se valora la flexibilidad y resistencia del material, que aguanta intacto las mordeduras de las pirañas.

## Situación actual

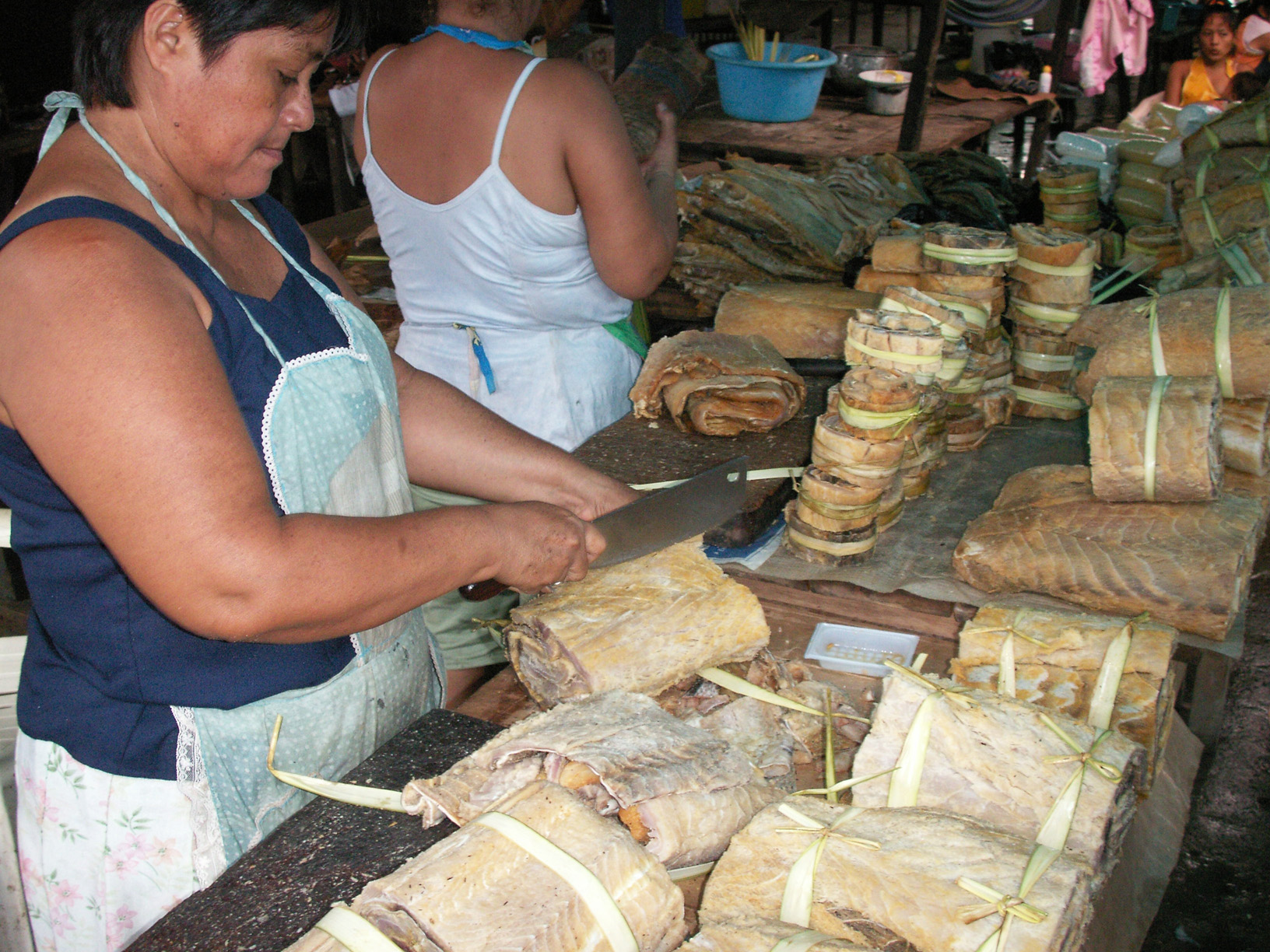
Venta de carne de arapaima en el mercado de Belén, Iquitos. Su carne es muy valorada en el Perú.

Tiempo atrás esta gran especie debe haber sido el depredador por excelencia de los lagos y los bosques inundados de la Amazonia. Sin embargo, durante el último siglo ha sido perseguida a un ritmo alarmante. Tradicionalmente se les pescaba con la ayuda de arpones, pero con la llegada de las redes agalleras las posibilidades de captura por parte del hombre se incrementaron considerablemente. A pesar de que sus poblaciones se han reducido significativamente, los altos precios que alcanza su carne en los mercados locales hace que siga siendo un objetivo predilecto de los pescadores.
Sin embargo, en algunas regiones de Brasil se practica la acuicultura intensiva con esta especie, como en los estados de Pará y Acre (cerca de la capital Río Branco, donde sus alevines se encuentran a la venta en las tiendas del Mercado Municipal). Algunos acuicultores, con la autorización del gobierno brasileño, hicieron la captura de reproductores y desarrollaron su reproducción en cautiverio, en lagunas y embalses, lo que reduce la sobrepresión de pesca sobre los ejemplares salvajes.
El IBAMA -Instituto Brasileño del Medio Ambiente- regula su captura, estableciendo un tamaño mínimo y dejando unos meses de veda de pesca.
En Brasil, en 1999 había 2.500 individuos, mientras que en 2017 la cifra se había disparado hasta los 170.000 ejemplares.

## Simbolismo

### Vexilología y heráldica
Este pez forma parte de la bandera y del escudo del departamento de Uyacali, Perú.

Bandera actual del departamento de Ucayali (Perú)
Escudo actual del departamento de Ucayali (Perú)